# Pyuma
Pyuma, ook Puyuma, Pilam, Pelam, Piyuma, Panapanayaans, Kadas of Tipun, is een Paiwanische taal die net zoals de andere Paiwanische en ook Formosaanse talen uitsluitend op Taiwan wordt gesproken. Het Pyuma-taalgebied grenst aan de gebieden waar (kloksgewijs) het Amis, het Paiwan, het Rukai en het Bunun worden gesproken. Naast de ruim zevenduizend sprekers, leven er nog circa drieduizend mensen die wel tot de Pyuma stam behoren, maar voor wie de taal geen moedertaal is.
Het Pyuma wordt langs de oostkust van Taiwan gesproken, ten zuiden van T'ai-tung en inlands. De sprekers, voornamelijk boeddhisten, spreken het Pyuma nog in het dagelijkse leven. Hoewel het Pyuma nog een redelijk aantal sprekers telt, zou het kunnen uitsterven doordat er erg weinig geschreven literatuur is. De Presbyteriaanse Kerk van Taiwan werkt aan een bijbel in het fonetisch schrift van het Pyuma. De volksstam Pyuma is ingedeeld in acht "substammen", veelal dorpen; één daarvan is gelijknamig aan het dialect het Pinan.

## Classificatie
- Austronesische talen
  - Formosaanse talen
    - Paiwanische talen
      - Pyuma